# عملة سنتافو واحدة
عملة سينتيمو الواحدة (1 سنت) هي أصغر عملة معدنية من فئة البيزو الفلبيني. صدرت منذ عام 1903 أثناء الحكم الأمريكي. وأصبحت أصغر وحدة نقدية بعد إزالة النصف سنتافو في عام 1908.

## تاريخ

### ما قبل الاستقلال

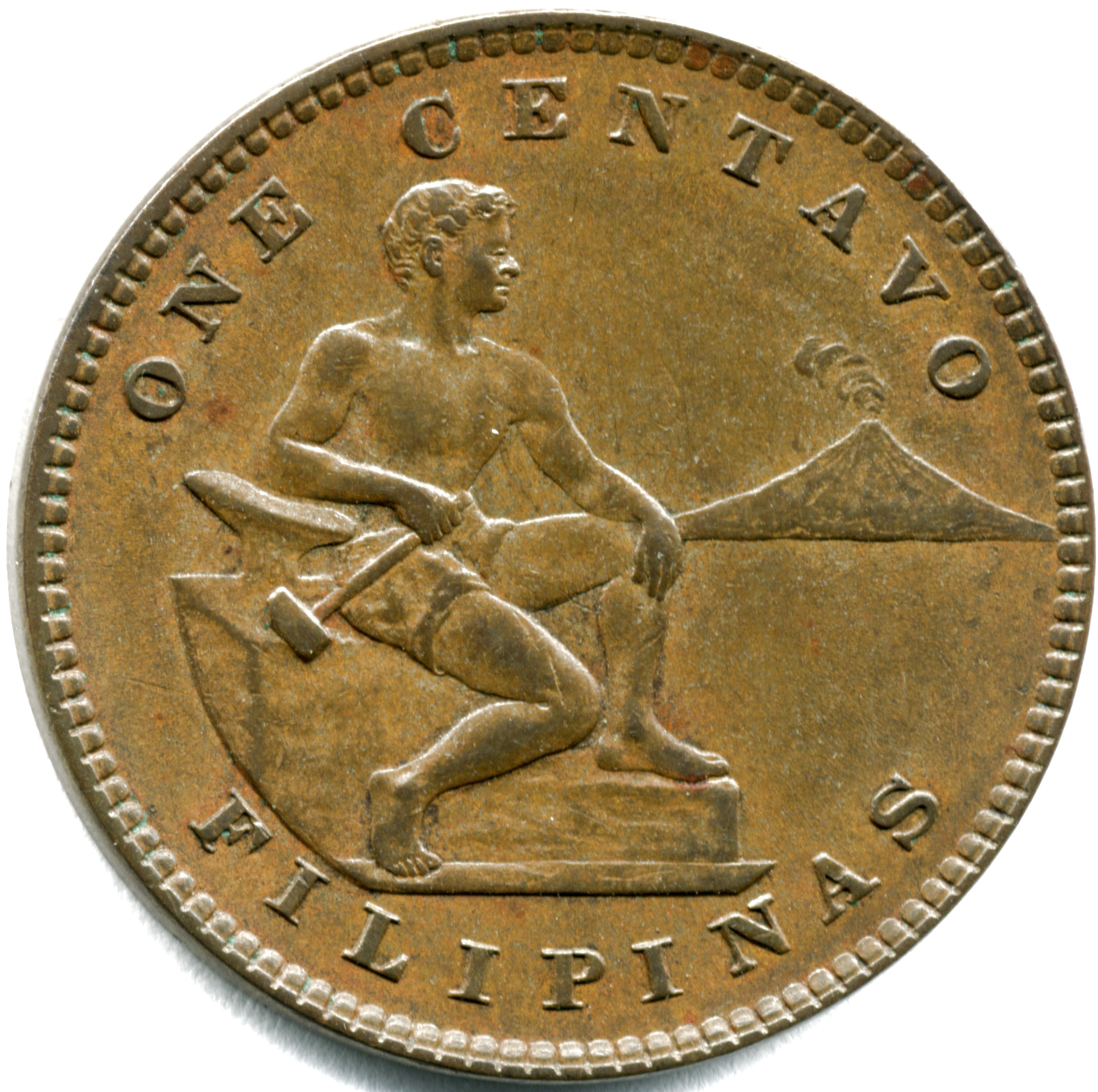
1- عملة السنتافو الصادرة عام 1903-1945

لم تصدر أي عملات معدنية بقيمة جزء من مائة من البيزو خلال الحكم الإسباني للفلبين، حيث كانت الـ 10 سنتيمو أصغر وحدة عملة في البيزو الفلبيني (1861-1898). ومع ذلك، أعترف بالسنتيمو كوحدة محاسبية تبلغ قيمتها 1/100 من البيزو. في عام 1897، جلبت إسبانيا عملات معدنية بقيمة 5 و10 سنتيمو دي بيزيتا لاستخدامها في الفلبين مثل 1 و2 سنتيمو دي بيزو.
صدرت أول عملة معدنية من فئة سنتافو في ظل الحكم الأمريكي في عام 1903. وظهر على الوجه أحد سكان الجزيرة بالقرب من بركان مع كتابة "One Centavo" في الأعلى و"فلبينيات" في الأسفل. وظهر على الجانب الخلفي شعار النبالة الأمريكي مع نقش "الولايات المتحدة الأمريكية" في الأعلى والتاريخ في الأسفل. سكت هذه العملة حتى عام 1936، وفي العام التالي ظهرت تغييرًا على الجانب الخلفي بشعار النبالة الفلبيني. وسكت هذه العملة الثانية حتى عام 1944.

### استقلال

#### سلسلة باللغة الإنجليزية
في عام 1958، استؤنف سك السنتافو بشعار آخر على ظهره. وتغيير النقش الموجود حول شعار النبالة إلى "البنك المركزي الفلبيني".

#### سلسلة فلبينية
في عام 1967 ظهرت العملة باللغة التاغالوغية لأول مرة وتغير تركيبها إلى اللون الفضي. يظهر على وجهها لابو لابو، وهو زعيم أصلي من ماكتان (بالقرب من سيبو) الذي حارب الاستعمار الإسباني، في الجانب الأيسر. ونقش حول الدرع "Republika ng Pilipinas".

#### سلسلة أنج باجونج ليبونان
سكت عملة فضية ثانية تحمل صورة لابو لابو في الفترة من 1975 إلى 1982 وكانت على شكل دائري. ونقل اسم الجمهورية إلى الوجه. على الجانب الخلفي، نقش "Ang Bagong Lipunan". وتميزت الإصدارات من عام 1979 إلى عام 1982 بعلامة السك تحت 1 سنتافو.

#### سلسلة النباتات والحيوانات
من عام 1983 إلى عام 1993، كانت العملة مستديرة، ووجه لابو لابو متجه إلى الجانب الأيسر، في وجه العملة. وعلى الجانب الخلفيّ نقش فولوتا إمبيرياليس، وهو نوع من الحلزون البحري.

#### سلسلة عملات BSP
منذ طرحها في عام 1995، سكت عملة السنتافو الواحدة من الفولاذ المطلي بالنحاس، يحتوي الجزء الخلفي على شعار 1993 الخاص بـ Bangko Sentral ng Pilipinas. اسم الجمهورية والتاريخ والمسمى كلها مكتوبة على الوجه. من التصميم الحالي لعملة سنتافو واحدة، سك 18 مليون قطعة نقدية فقط، وهذا يعني أنه بالمقارنة مع عدد السكان المتوقع البالغ 94 مليون نسمة في الفلبين في عام 2010، هناك أكثر من أربعة أشخاص لكل عملة سنتافو واحدة .

#### سلسلة العملات المعدنية للجيل الجديد
صدرت عملة السنتافو الواحدة من سلسلة عملات الجيل الجديد في عام 2018، وتتميز بتمثيل منمق لعلم الفلبين والنجوم الثلاثة والشمس واسم الجمهورية والتاريخ والفئة على الوجه. يصور الجانب الخلفي ماجكونو (الخشب الحديدي الفلبيني [الإنجليزية]) والشعار الحالي لـ Bangko Sentral ng Pilipinas.

### تاريخ النسخة
|            | سلسلة باللغة الإنجليزية (1958-1967) | سلسلة فلبينية (1967–1974) | سلسلة أنج باجونج ليبونان (1975–1982) | سلسلة النباتات والحيوانات (1983-1993) | سلسلة عملات BSP (1995–2017) | سلسلة العملات المعدنية للجيل الجديد (2018 إلى الوقت الحاضر) |
| ---------- | ----------------------------------- | ------------------------- | ------------------------------------ | ------------------------------------- | --------------------------- | ----------------------------------------------------------- |
| وجه العملة |                                     |                           |                                      |                                       |                             |                                                             |
| يعكس       |                                     |                           |                                      |                                       |                             |                                                             |